# Gymnochthebius coruscus
Gymnochthebius coruscus är en skalbaggsart som beskrevs av Perkins 2005. Gymnochthebius coruscus ingår i släktet Gymnochthebius och familjen vattenbrynsbaggar. Inga underarter finns listade i Catalogue of Life.